# Йемен на летних Олимпийских играх 2012
Йемен принимал участие в летних Олимпийских играх 2012 года, которые проходили в Лондоне (Великобритания) с 27 июля по 12 августа, где его представляли 4 спортсмена в трёх видах спорта. На церемонии открытия Олимпийских игр флаг Йемена нёс тхэтвондист Тамим Аль-Кубати, а на церемонии закрытия — бегун Набиль Аль-Гарби.
На летних Олимпийских играх 2012 Йемен вновь не сумел завоевать свою первую олимпийскую медаль. Али Хусроф стал единственным в команде Йемена кто выступал на Олимпийских играх второй раз, все остальные участвовали впервые.

## Состав и результаты

### Дзюдо
Мужчины
| Соревнование | Спортсмены | 1/32 финала        | 1/16 финала                | 1/8 финала           | Четвертьфинал        | Полуфинал            | Финал                | Место |
| Соревнование | Спортсмены | Соперник Результат | Соперник Результат         | Соперник Результат   | Соперник Результат   | Соперник Результат   | Соперник Результат   | Место |
| ------------ | ---------- | ------------------ | -------------------------- | -------------------- | -------------------- | -------------------- | -------------------- | ----- |
| до 60 кг     | Али Хусроф | Не участвовал      | MONЯ. Сиккарди П 0012:0101 | Завершил выступление | Завершил выступление | Завершил выступление | Завершил выступление | 17    |

### Лёгкая атлетика
Мужчины
Беговые виды
| Соревнование | Спортсмены       | Отборочный раунд | Отборочный раунд | Отборочный раунд | Полуфинал            | Полуфинал            | Полуфинал            | Финал                | Финал                |
| Соревнование | Спортсмены       | Забег            | Результат        | Место            | Забег                | Результат            | Место                | Результат            | Место                |
| ------------ | ---------------- | ---------------- | ---------------- | ---------------- | -------------------- | -------------------- | -------------------- | -------------------- | -------------------- |
| 1500 метров  | Набиль Аль-Гарби | 2                | 3:55,46          | 14               | Завершил выступление | Завершил выступление | Завершил выступление | Завершил выступление | Завершил выступление |

Женщины
Беговые виды
| Соревнование | Спортсмены    | Отборочный раунд | Отборочный раунд | Отборочный раунд | Четвертьфинал         | Четвертьфинал         | Четвертьфинал         | Полуфинал             | Полуфинал             | Полуфинал             | Финал                 | Финал                 |
| Соревнование | Спортсмены    | Забег            | Результат        | Место            | Забег                 | Результат             | Место                 | Забег                 | Результат             | Место                 | Результат             | Место                 |
| ------------ | ------------- | ---------------- | ---------------- | ---------------- | --------------------- | --------------------- | --------------------- | --------------------- | --------------------- | --------------------- | --------------------- | --------------------- |
| 100 метров   | Фатима Дахман | 2                | 13,95            | 8                | Завершила выступление | Завершила выступление | Завершила выступление | Завершила выступление | Завершила выступление | Завершила выступление | Завершила выступление | Завершила выступление |

### Тхэквондо
Мужчины
| Соревнование | Спортсмены       | 1/8 финала           | Четвертьфинал       | Полуфинал            | Утешительный раунд   | Утешительный раунд   | Финал                | Место |
| Соревнование | Спортсмены       | 1/8 финала           | Четвертьфинал       | Полуфинал            | Первый раунд         | Бой за 3-е место     | Финал                | Место |
| Соревнование | Спортсмены       | Соперник Результат   | Соперник Результат  | Соперник Результат   | Соперник Результат   | Соперник Результат   | Соперник Результат   | Место |
| ------------ | ---------------- | -------------------- | ------------------- | -------------------- | -------------------- | -------------------- | -------------------- | ----- |
| до 58 кг     | Тамим Аль-Кубати | DOMЮ. Мерседес В 8:3 | COLО. Муньос П 2:14 | Завершил выступление | Завершил выступление | Завершил выступление | Завершил выступление | 9     |